# Reduta w Kieżmarku

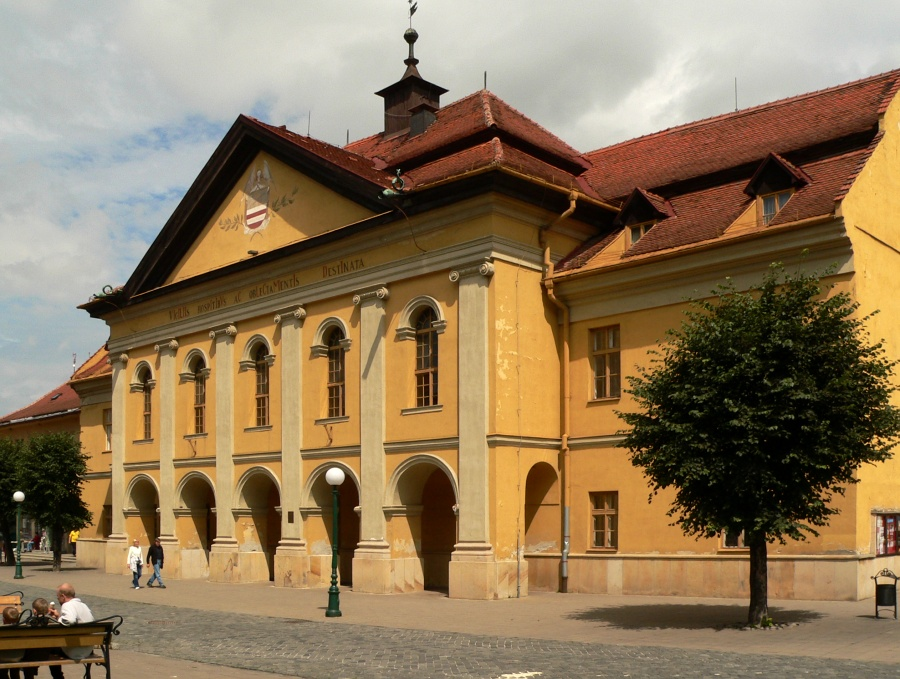
Reduta w Kieżmarku

Reduta – klasycystyczny budynek w centrum Kieżmarku na Spiszu, w północnej Słowacji. Wznosi się przy ul. dr. Alexandra, w bezpośrednim sąsiedztwie nowego Rynku.
W miejscu dzisiejszej budowli Reduty stała w przeszłości wieża strażnicza, którą w XVII w. władająca wówczas miastem rodzina Thökölych kazała przebudować na tzw. Pański Dom, w którym lokowała swoich gości. Po likwidacji w 1705 r. kieżmarskiego „państwa” feudalnego budynek przejął drukarz i księgarz Matej Glaser-Vitrarius, który przez 5 kolejnych lat wydawał tu dzieła w językach łacińskim, niemieckim, węgierskim i słowackim.
W 1818 r. miasto – poprzez połączenie z sąsiednim domem mieszczańskim - przebudowało budynek do dzisiejszego kształtu z przeznaczeniem na „Redutę” – rodzaj miejskiego centrum recepcyjno-kulturalnego. Budynek reprezentuje styl klasycystyczny. Jest murowany, piętrowy, przykryty wielopołaciowym dachem o charakterze dachu łamanego polskiego, krytym dachówką, z drewnianą wieżyczką sygnaturki nad częścią centralną. Fasada części centralnej wysunięta do przodu w postaci pięcioosiowego ryzalitu, dzielonego pilastrami w formie kolumn z wolutami, zwieńczonego trójkątnym frontonem. Na parterze ryzalit ma formę podcienia, kryjącego główne wejście do budynku.
W tympanonie znajduje się kartusz herbowy, zawierający koronę jako symbol wolnego miasta królewskiego, skrzyżowane miecze jako znak miejskiej sprawiedliwości oraz różę i cztery pasy. Poniżej widnieje łacińska inskrypcja głosząca, że ten budynek służy „dla straży, gości i zabawy”. W części po dawnym domu mieszczańskim zachował się renesansowy portal z inicjałami „S. W.”. Przez całe dziesięciolecia w pomieszczeniach Reduty podejmowano honorowych gości, odbywały się bale, rauty i zabawy oraz zgromadzenia mieszkańców miasta.
W latach 70. XX w. budynek poddano gruntownej rekonstrukcji według projektu inż. arch. Milana Križana. Obok renowacji głównej części objęła ona również budowę – w miejscu zdezelowanej dobudówki – nowego skrzydła, nawiązującego proporcjami i szczegółem architektonicznym do głównego obiektu, a także rekonstrukcję sąsiedniego domu mieszczańskiego, który już w przeszłości był połączony z częścią główną na wysokości pierwszego piętra.  Obecnie obiekt również służy głównie celom społeczno-kulturalnym: mieści się w nim miejska biblioteka publiczna (na parterze części centralnej) i sala kinowa (na jej piętrze). W bocznych skrzydłach na parterze znajdują się lokale handlowe, a na piętrach – pomieszczenia klubowe organizacji społeczno-kulturalnych.